# 호세인 샤하비
호세인 샤하비(1967년 9월 20일 ~ 2023년 1월 22일)는 이란의 영화 감독, 각본가, 영화 제작자이다.
테헤란 대학교에서 클래식 음악을 전공한 뒤부터 음악 교수로 근무했다. 1996년 첫 번째 단편영화를 만들었고 여러 영화제에서 수상을 하게 된다. 20여개의 단편 영화에서 각본, 제작을 담당하였으며 10개의 비디오 제작용 대본(이란에서 비디오로 제작), 3개의 극장용 대본을 썼다. 이 가운데 일부는 이란 국내 및 여러 국제 영화제에서 수상을 하기도 하였다.

## 출연 작품
- 더 세일 (2014)